# Trigonotarbida
Los trigonotárbidos (Trigonotarbida) son un orden extinto de arácnidos cuyo registro fósil se extiende desde el Silúrico hasta el Pérmico Inferior. Tienen cierto parecido con las arañas (orden Araneae); ambos grupos tienen cuatro pares de patas y un par de pedipalpos; también tienen el cuerpo bien diferenciado en dos partes, prosoma y opistosoma. Estos animales son conocidos de varias localidades fósiles de Europa y Norteamérica, así como de un único registro de Argentina. Se cree que los trigonotárbidos eran arácnidos depredadores que carecían de hileras y por tanto no producían seda que, aparentemente ha sido crucial en la evolución de las arañas. Su rango de tamaño iba de unos cuantos milímetros a algunos centímetros de longitud corporal y tenían abdómenes segmentados, con los tergites a lo largo de la zona superior de los abdómenes de los animales, los cuales estaban típicamente divididos en tres o cinco placas separadas. Probablemente vivían como depredadores de otros artrópodos, y algunas especies tardías de trigonotárbidos estaban sumamente acorazados y se protegían con espinas y tubérculos. Cerca de setenta especies son conocidas, con muchos de sus fósiles procedentes de los depósitos de carbón del Carbonífero. En julio de 2014 los científicos usaron gráficas computarizadas para recrear como caminaban estos animales.
También tenían un opistosoma marcadamente segmentado, exoesqueleto quitinoso y no poseían el pedicelo (cintura) que separa el prosoma del opistosoma en las arañas actuales.
Se ha propuesto que el orden Trigonotarbida sea un miembro de los Tetrapulmonata.